# Cendon
Cendon (Sendon /sen'don/ in veneto) è una frazione del comune di Silea in provincia di Treviso.

## Storia
Molto dibattuta l'origine del toponimo. Scritto anticamente Zendono qualcuno l'ha ricollegato a "dono a Zeno", in riferimento a una donazione all'abbazia di San Zeno di Verona (che aveva diverse proprietà in zona, fra cui il monastero di Casier). Tuttavia, più in passato che oggi, viene pronunciato popolarmente Sendon, il che ha fatto pensare a un'origine gallica: sarebbe un composto di seno ("vecchio") e dunon ("recinto"), indicando quindi villaggio fortificato. Non sembra tuttavia che la presenza dei Galli, giunti nell'area paleoveneta a partire dal IV secolo a.C., fosse particolarmente forte in questa zona. Se venisse confermata l'ipotesi celtica, possono essere avanzate due spiegazioni: o Cendon rappresentava effettivamente un piccolo insediamento di Galli, oppure la lingua di questi ultimi sarebbe stata acquisita dai Veneti in seguito ai numerosi contatti.
Citato per la prima volta nel 1178, ebbe una regula.

## Monumenti e luoghi d'interesse
- Chiesa parrocchiale. Parrocchia dei Santi Vittore e Corona in Cendon. Di origini molto antiche ha forme secentesche, ma fu più volte restaurata (l'ultima consacrazione è del 1859). Le campane del campanile provengono dalla chiesa della Pietà di Venezia.
- Ville: Anche la campagna di Cendon si caratterizza per la fitta presenza di ville venete.
- Villa Barbaro. Detta, in passato, "Ca' Vecchia", è citata per la prima volta in una mappa della fine del Seicento (ma non vi sono indicati la barchessa laterale e l'oratorio isolato). La costruzione sorge in una zona tutt'oggi notevole dal punto di vista paesaggistico, con il parco affacciato al Sile e di fronte al porto fluviale di Casier. Il corpo centrale è molto compatto. Ai due piani originali è stato aggiunto, al di sopra della cornice di gronda, un volume centrale con timpano su cui è posto lo stemma dei Barbaro. Sulla facciata a sudovest spicca il poggiolo in pietra del secondo piano[3]. Nell'oratorio di San Gerolamo, un tempo, i contadini pregavano per la benedizione delle messi e, durante le siccità, per la pioggia.

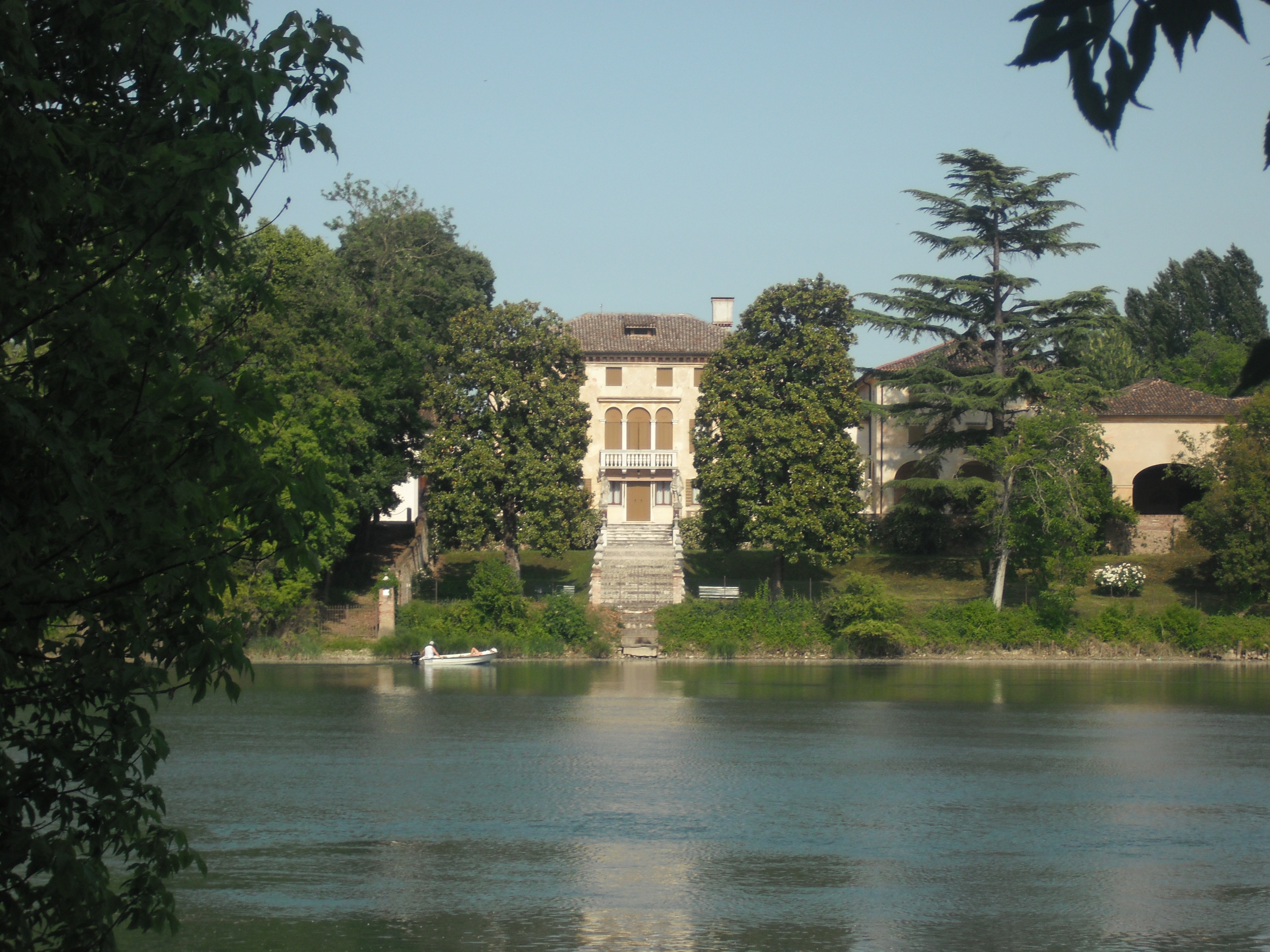
Villa Valier vista da Casier

- Villa Memmo, della fine del Seicento, era in origine un edificio grandioso di cui restano solo l'ala nord e l'oratorio di San Pietro.
- Villa Fanio, settecentesca, conserva il muro di cinta che racchiudeva il brolo, vale a dire l'area del giardino coltivata a frutteto.
- Villa Colotti, di origine settecentesca, fu rimaneggiata profondamente nell'Ottocento.
- Villa Pisani, della fine del XVII secolo, da ricordare l'oratorio di Sant'Antonio che ospitò alcuni malati durante un'epidemia nel 1866. Oggi resta la sola barchessa.
- Villa Maderni, della fine del Seicento, è divenuta un condominio.
- Villa Valier, risalente alla seconda metà del Cinquecento, si affaccia sul Sile.